# Lánská lípa
Lánská lípa (také známa jako Navrátilova lípa) je starý památný strom, který uváděl již Jan Evangelista Chadt-Ševětínský v roce 1908. Lípa roste v obci Lány (u Chotěboře) nedaleko přírodní rezervace Spálava.

## Základní údaje
- název: Lánská lípa[1], lípa v Lánech, Navrátilova lípa[1]
- výška: 25 m (1993)[3][1], 23 m (1997)[3]
- obvod: 560 cm (1902)[4], 720 cm (1993)[3], [1], 748 cm (1997)[3]
- věk: 500 let[2], 700 let[5]
- zdravotní stav: 3,5 (1997)[3]
- chráněna: od r. 1976[2], 1. ledna 1989[1]
- souřadnice: 49°45'31.185"N, 15°42'52.461"E

Strom stojí v obci před domem č.3. Některé zdroje uvádějí, že je lípa rodová, jiné, že je hraniční.

## Stav stromu a údržba
Lípa má původní kmen i korunu. Dutina kmene je v několika místech otevřená, otvory zakryté. Největší „vstupní“ otvor je shora chráněn stříškou. Uvnitř je umístěna lavička.

## Historie a pověsti
Lípa měla údajně sloužit jako orientační bod na Libické stezce.

## Památné a významné stromy v okolí
- Spálavská lípa
- Žižkův dub (Chotěboř) (zaniklý strom)
- Žižkovy duby (Chotěboř)
- Štikovská lípa
- Vestecký kaštanovník
- Lípa v Lipce
- 300leté stromy v pralesní jedlobučině Polom
- Stará královna z Polomi (jedle s obvodem 580 cm, padla 1903)
- Klokočovská lípa (8 km)
- Jírovce v obci Hluboká (9 km, významné stromy)
- Žižkova lípa (Nejepín) (12 km, zaniklý strom)
- Lípa v Kameničkách (15 km)